# Abbaye Saint-Médard d'Andres
L'abbaye de Saint-Médard d'Andres était une abbaye située à Andres (Pas-de-Calais). Elle fut fondée en 1080 par Bauduin 1er, comte de Guînes, sous le patronage des moines bénédictins de l'abbaye Saint-Sauveur de Charroux en Poitou,,,.

## Histoire
Baudouin Ier de Guînes, comte de Guînes, et sa femme Adèle Chrétienne de Hollande fondent vers 1084 l'abbaye d'Andres sur les terres de Baudouin Bochard, seigneur d'Andres.  Ils souhaitent y déposer le corps de Sainte Rotrude, trouvée miraculeusement dans le pays.  Cette sainte serait une vierge petite-fille de Charlemagne. Baudouin Bochard persécute l'abbaye, détruit le livre de la Vie de sainte Rotrude, essaye de brûler son corps mais n'y parvient pas. Il se réconcilie finalement avec l'abbaye et lui fait des dons de terre.
Dans les textes, l'abbaye est également parfois appelée Sainte-Rotrude, en raison du livre détenu ou Saint Sauveur et Sainte Rotrude.
Baudouin Ier et Manassès Ier de Guînes son fils et successeur, comblent l'abbaye de dons et incitent fortement leurs vassaux à en faire autant. Baudouin lui donne notamment la chapelle de Notre-Dame du château de Guînes, la dîme d'Éperlecques et de nombreuses terres. La création de l'abbaye est confirmée en 1084 par l'évêque de Thérouanne Gérard. Adèle Chrétienne meurt peu après, est enterrée dans la chapelle de l'église par l'abbé Gislebert, son mari et son fils donnent pour la célébration de son anniversaire l'usage de marais, en présence d'Ide de Boulogne et de nombreux seigneurs. En 1098, Manassès règle le mode de désignation de l'abbé. En 1117, Eustache de Fiennes, fils de Conon, cède à l'abbaye la juridiction sur les terres données au monastère par Warin, un de ses parents. Le comte Manassès et Emma sa femme confirment le fait et font des donations supplémentaires. Les donations et ventes à l'abbaye (terres, dîmes, droit de juridiction sur les terres qu'elle possède, etc.) vont se succéder. Ses possessions vont ainsi aller jusqu'à Pitthem, (sans doute Pittem en Belgique, à proximité de Roulers et de Gand) où elle prélève un canton de dîme vers 1114-1126.
Entre 1119 et 1126, Charles Ier de Flandre, comte de Flandres, confirme à l'abbaye d'Andres ses possessions et notamment les biens donnés par Baudouin Ier de Guînes, sa femme Adèle et par son successeur Manassès. Le comte autorise un chacun à gratifier de monastère de libéralités.
Baudouin Ier et sa femme sont inhumés dans l'abbaye. La tradition voudra que les comtes de Guînes et leurs épouses, fondateurs de l'abbaye, ainsi que des membres de leur famille (frères ou sœurs) y soient enterrés. Les comtes de Guînes successifs vont veiller à favoriser l'abbaye, en leur faisant des donations, des échanges de terres, etc. Manassès Ier fait reconstruire l'église atteinte par la foudre et complètement brûlée, en donnant de grands moyens pour la rebâtir, notamment les somptueux édifices de l'enfermerie (prison de l'abbaye) construits par Raoul de Doure. Puis, vieux et malade, il se fait transporter dans l'abbaye, prend l'habit religieux et expire quelques jours plus tard.
L'abbaye continue de recevoir des donations les années suivantes : tous les biens de Gerberge, veuve de Bonard de Guînes, après la mort de ses enfants en 1118, la juridiction (le droit de justice) sur le domaine d'Hottinghem détenu par Rodolphe de Bainghen, vassal et cousin du comte Arnould II de Guînes en 1214 qui entérine le don. 
En 1160,  Arnould Ier de Guînes assiste à la détection du corps de sainte Rotrude en l'abbaye Saint-Médard d'Andres, que Milon évêque de Thérouanne montre au peuple. Arnould va favoriser quelques années plus tard l'abbaye, son abbé, Pierre ayant entrepris d'agrandir son monastère, contre Baudouin de Campagne, seigneur de Hames, (Hames-Boucres), frère d'Henry de Campagne, seigneur d'Andres. Baudouin a fait une belle alliance en épousant Adelis, sœur d'Enguerrand de Fiennes, et il bénéficie de l'affection du comte de Flandres Philippe d'Alsace. Il a l'audace de contraindre Pierre à se retirer en Poitou. Arnould de Guînes devra négocier pour que Pierre puisse revenir dans son abbaye.
Les comtes de Guînes continuent de même de la favoriser : en 1203, Baudouin II de Guînes, avec l'accord de son fils le futur Arnould II de Guînes, accorde de nouvelles exemptions de taxes pour les tenanciers de l'abbaye. En 1204, l'abbaye passe un accord avec Guillaume de Fiennes, dénommé protecteur du monastère.
En 1207, Guillaume, futur abbé d'Andres, obtient du pape Innocent III que les moines d' Andres puissent désigner librement leur abbé mais doivent toujours faire confirmer la nomination par l'abbaye de Charroux. Devenu abbé, Guillaume, abbé d'Andres, mort en 1234, auteur de la Chronicon Andrense monasterii ordinis sancti Benedicti, in diœcesi Tarravensi, ab anno 1082 ad 1234, histoire de l'abbaye, va apporter par son œuvre la célébrité au monastère.
Le pape Innocent III se montre grand protecteur de l'abbaye dans différents actes et/ou bulles, pris entre 1208 et 1211 : à la demande des religieux d'Andres, il interdit d'établir, sans leur autorisation ou celle de l'évêque de Thérouanne, des oratoires ou des hôpitaux dans les paroisses qui leur sont subordonnées, règle la question de l'aliénation de biens faite par l'abbaye, confirme ses biens et privilèges, limite les prérogatives de l'évêque ou de son clergé par rapport à l'abbaye; en 1209, il nomme des arbitres pour terminer le conflit entre le monastère et celui de Charroux au sujet de la nomination des abbés d'Andres; en 1211 le même confère un privilège à l'abbaye : il déclare que si la terre de Guînes est mise en interdit (frappée d'excommunication), les religieux d'Andres pourront néanmoins célébrer l'office divin à huis clos, il défend également, à la demande du prieur et des religieux, aux membres de la communauté d'emprunter, et enfin il conclut un accord avec l'abbé de Charroux à propos de la nomination de l'abbé d'Andres.
Comme toutes les abbayes à l'époque, Saint-Médard d'Andres se retrouve impliquée dans des débats, conflits, etc., destinés à contester toute emprise sur les biens qu'elle détient : ainsi, en 1191, Baudouin est arbitre avec Didier, évêque des Morins, au sujet d'un débat s'étant élevé entre l'abbaye et Adelide, veuve de Henri de Campaines, et son fils Henri au sujet de la propriété d'un marais. De même en 1218, Adam, évêque des Morins, Guillaume, abbé de Notre-Dame de La Capelle, et Gilles, abbé de Sainte-Marie-au-Bois, juges délégués par la papauté, terminent le débat intervenu entre l'abbaye d'Andres et l'abbaye de Beaulieu (Hampshire), au sujet du patronat de l'église de Terdinghem (Terdeghem).
Ce monastère ruiné par les Anglais en 1347, rétabli ensuite, est détruit de nouveau par eux en 1544.

## Vestiges
En août 1871, ont été découvertes trois pierres sépulcrales en creusant le sol pour récupérer de la terre. On a supposé qu'elles concernaient des comtes de Guînes qui se faisaient enterrer dans l'église de l'abbaye, mais l'état des vestiges n'a pas permis de le confirmer avec certitude. Elles sont depuis conservées dans le musée de Boulogne-sur-Mer.
Le tombeau d'un abbé, Simon, a été découvert en 1952 et conservé dans le musée de Guînes .
Sont encore parvenus jusqu'à nous une crosse abbatiale, restaurée et vendue aux enchères, et les fonts baptismaux de l'église de l'abbaye, classés aux monuments historiques en 1908, restaurés en 1912 et conservés dans l'église de la commune.

## Abbés
Selon une source du XVIIIe siècle, les abbés d'Andres comptaient parmi les barons du comté de Guînes.
- Le premier abbé a été Gislebert ou Giselbert, d'abord prieur puis abbé[6]. il est encore en place entre 1097 et 1112[28].
- 1114-1126 : Rainald[29].

- Grégoire abbé jusqu'en 1161[3].
- 1161-1193 : Pierre Mirmet ancien moine de Saint-Sauveur de Charroux[3]; il va être contraint pendant quelque temps de quitter son abbaye sur pression de Baudouin de Hames (Hames-Boucres), Arnould Ier de Guînes va obtenir son retour;  il obtient que le pape Alexandre III confirme les privilèges de l'abbaye en 1173[30].
- XIIe siècle : Geoffroi, abbé pendant quatorze ans, est abbé en 1143-1144[31].

- Grégoire de Bavelinghen (Balinghem)[5] désigné abbé au XIIe siècle mais dut se retirer, n'ayant pas donné les preuves de sa vertu[5].
- 1203-1206 : Ithier, ou Itérius, appelé ensuite à l'abbaye d'Hames[4],[19].
- 1207-1234 : Guillaume (abbé d'Andres) abbé mort en 1234, célèbre par la chronique qu'il a écrite[4].
- 1234-? : Thomas

- 1273 : Mariz, abbé est un des treize barons du comté de Guînes[32].
- 1343-1344 : Jean Pekey ou Deckey, abbé. Est invité avec un moine Nicolas de Blangiaco, par le pape Clément VI, à se rendre devant la curie pontificale. Le même jour, le pape demande à l'évêque de Thérouanne, à l'écolâtre et à l'official de cette ville de prendre sous leur direction l'abbaye d'Andres et d'y établir un pouvoir administratif sérieux[33].